# Dryopteris × furadensis
Dryopteris × furadensis là một loài dương xỉ trong họ Dryopteridaceae. Loài này được Bennert, Rasbach, K.Rasbach & Viane mô tả khoa học đầu tiên năm 1991.
Danh pháp khoa học của loài này chưa được làm sáng tỏ. 